# 香港有線電視節目列表
香港有線電視自1993年成立以來，製作了多部新聞、娛樂及體育節目。

## 新聞及資訊節目
- 香港刺針
- 飛常政經
- 有理取鬧
- 時事點睇
- 數碼無限擊
- 休娛大腳板
- 神州穿梭
- 教育新增點
- 解構人體--身體驗
- 金融時段
- 創富早餐
- 交易所直播室（Trading Hall Express）
- 財經即時睇
- 大行報告（Research - Alerts）
- 窩輪攻略
- 外匯先機
- 商品有價（Commodity Trader）
- 八點有線財經
- Money Café
- 十點有線財經
- 華爾街速遞
- 投資全攻略
- 樓盤傳真（Property Outlook）
- 周梁有請
- 時事寬頻
- 拉近文化
- 至FIT男女
- 周日不講理
- 齊齊體育狂熱

## 娛樂新聞台節目
- 先睇星期四
- 再睇星期五
- 有個娛樂乜人台
- Neway娛樂排行榜
- 韓咁威
- 娛樂一周
- 主播會客室

## 娛樂台節目

### 飲食節目
- 美味關係
- 名廚·鄉土濃情甄文達
- 潮玩潮食
- 食在香港之馬來西亞篇
- 高師傅駕到(第一輯及第二輯)
- 儀姐美食之旅
- 金牌飯局Let's高
- 光仔正傳
- 自家廚房
- 料理型人
- 美食法庭
  - 由蔣怡、林曉峰、余迪偉、陳樹鵬、黃芳雯主持。
- 嚐·回味
  - 第一輯：由尹光、高榮新、曹敏寶主持
  - 第二輯：由尹光、高榮新、潘杰寧主持
  - 第三輯：由高榮新、潘杰寧、鍾健威、胡美儀主持
  - 第四輯：由高榮新、潘杰寧、陳啟泰主持
  - 第五輯：由梁祖堯主持
- 肥媽私房菜
  - 由歌手肥媽(Maria Cordero)主持，為有線自製的烹飪節目，每週精選數道小菜示範及介紹香港特色食肆。此節目為娛樂台較高收視的節目之一，最初節目在有線電視大樓拍攝、及後遷至主持人在西貢的家中，成為肥媽「私房菜」。節目中設有問答環節，解答觀眾疑問。最新環節包括與高師傅合作的雙廚環節。另外，曾邀請不同人物到節目，又多次推出特別篇，到中國內地及泰國拍攝外景。
- 高師傅美食俠客行
  - 由高師傅高榮新、董敏莉主持，首度涉獵武俠小說境界，追尋武俠小說的名菜與食材背後的故事。高師傅親赴武林勝地實景，勇闖桃花島、武當山、重陽宮、大理國等地，追尋武俠小說的名菜與食材背後的故事，他更會廣邀內地南北名廚切磋廚藝，上演廚壇版華山論劍！
- 一粒鐘真人蘇
  - 由蘇施黃和Chris走訪全香港搜羅美食佳肴，並設有「踢竇」和「翻兜」環節。節目每逢介紹過的食店都人頭湧湧，蘇施黃便以此為招來，邀請食店老闆自薦，讓她親身試食。
- 味力昭人
  - 由谷德昭、曹敏寶(Mable)、潘杰寧(Kelena)、朱汶欣(Yancy)主持，穿梭香港與珠三角介紹美食。四大環節包括：超人生活·昭級歡樂、超級紅星·昭級對話、昭越本土·異國風味、山東名菜·昭級貼士。
- 昭君出菜
  - 由娛樂新聞台當時的星級主播吳君如與演員谷德昭主持的飯局節目，除較輕鬆及須親手烹調外，與無綫生活台的志雲飯局性質相似。由於原意為暫代「一粒鐘真人蘇」，故在該節目復播時停播。
- 大食Fan Club
- 一煮成名
- 高師傅美食傳奇

### 旅遊節目
- 遨遊天地
- 那些回憶‧似曾相識
- 戀戀東瀛
- 最佳愛情．首爾攻略
- 四個轆‧東西南北周圍Look
- 四個轆‧泰國周圍Look
- 四個轆‧德國周圍Look
- 四個轆‧新西蘭周圍Look
- 那些人的故事
- 用眼嘆世界
- 去吧！台灣住囉囉
- 地平線上：這個世界那些人
- 潮爆．歐洲
- 潮爆．首爾
- 中國開心假期
- 歐洲開心假期
- 去吧！日本住囉囉
- 東京‧靚爆周圍Look
- 四個轆‧台南周圍Look
- 「菲」嚐美食自遊行
- 雙妹嘜．遊大阪
- 同伊足跡
- 蘇格蘭古堡旅遊事件簿
- 阿拉伯.千年一嘆
- 東京．聖誕．周圍Look
- 潮遊攻略
- 四個轆.日本楓葉周圍Look
- 迷失北京
- 剩男遊中國
- 柬埔寨.天與地
- 單車‧台灣‧一個ROUND
- 好玩．無敵．十級跳
- 好玩．咖啡．狂
- 四個轆.日本周圍Look
- 歐洲四部曲：紅．白．綠．黑
- 冰島．千年一嘆
- 千年一嘆．東京樂章
- 上海．千年一嘆
- 絲路．千年一嘆
- 日韓自悠行
- 印度．千年一嘆
  - 由陳啟泰、譚凱琪主持。
- 從前迷失在東京
- 反轉東京12夜
- 日本東北的12夜
- 關島的12夜
- 5天精華遊
- 聖誕奇冰雪雪震
- 西西里的12夜
  - 由李嘉馨主持。
- 普羅旺斯的12夜
  - 由李嘉馨主持。
- 威尼斯的12夜
  - 由王曉君、李潤庭主持。
- 翁布里亞的12夜
  - 由林嘉欣主持。
- 維也納的12夜
  - 由潘傑寧主持。
- 活得很滋味
  - 曾是娛樂台的皇牌長壽節目，由娛樂台主持走訪世界各地，介紹當地名勝及風土習俗，和本地及世界美食。
- 40日峰狂嘆世界
  - 由蘇民峰與黃翠如主持，帶觀眾環遊地球七大洲。

### 歷史節目
- 諸葛傳奇
  - 由李純恩、諸葛梓岐主持。
- 王晶事變
  - 由王晶主持，與觀眾講中國歷史。
- 黃毓民中國歷史評說系列（歷史幾（主題）都有）
  - 黃毓民中國歷史紀錄片系列是由評論家黃毓民主持的一系列歷史清談節目。
- 1963
  - 歷史紀錄片

### 玄學節目
- 怪談‧異秀戰
- 怪談‧靈搜奇
- 行運秘笈（第一,二輯）
- 怪談．靈異直播
- 怪談（2010年停播，2011年8月13日復播）
  - 有線關於靈異事件的自家製作節目，本由施明等人主持、後由梁思浩與娛樂新聞台主播余思敏合作主持(娛樂新聞台主播梁嘉琪也曾主持怪談，因年滿合約，於2007年1月13日轉為余思敏作主持)，也成為有線自製節目較高收視之一。陳曉華後來接替梁思浩主持，直至2010年2月節目結束。每集均會邀請玄學家和牧師等宗教人士到節目探討不同靈異事件，另會接聽觀眾電話，並與其探討因果；曾經引入日本的靈異短劇播放，近期則到台灣等地拍攝外景播放。
- 「峰」生水起精讀班
  - 由風水師蘇民峰先生與主持人吳文忻主持，從教授先前選出的學生的片段中，讓觀眾學習風水。節目的上半部份主要介紹新知識，而下半部份則解答觀眾的風水疑難。而第二輯面相篇已於2007年4月播放，教授面相技巧。第三輯掌相篇則於2008年播映，主持人改由董敏莉擔任，節目形式參考生還者採取淘汰制，把不能通過考核的學員攆走。
- 玩轉姻玄路
  - 由麥玲玲、黃翠如、區焯文主持的玄學愛情節目。
- 60分鐘玄機解碼
  - 繼「峰」生水起精讀班後，娛樂台推出的玄學節目，由香港電台節目主持人車淑梅主持，每週並會有三位玄學家主持的其一分析嘉賓的命運，內容還有訪談和用玄學角度解讀嘉賓的一生。
- 人生命書
  - 由楊天命和車淑梅主持的玄學清談節目。
- 行運有「玄」因

### 社會節目
- 空間大改造系列（第一至四輯）
- 驚世大預言
  - 由李潤庭、曾志豪主持
- 雜學王
- 香港空間大改造
  - 由李嘉馨、許博文主持，麥輝師傅擔任嘉賓主持
- 肥媽當家
- 人人住得好
- 我要睇樓
- 我的父親母親
- 超班大實驗
- 瘋狂睇樓團
- 呢份乜嘢工？
- 星級怪現象
- 萬千寵愛
- 不正常人類研究所
- 一屋一look新部屋
  - 由李潤庭、李嘉馨、余思敏主持
- 我要結婚
  - 由許博文、潘杰寧、龍華琛主持
- 估你唔到
- 極速大想頭
  - 由鄺家銘、譚凱琪、吳毅豪主特
- 60/80任你Up
  - 由李潤庭、李嘉馨主持
- 操控者
  - 由陳啟泰主持
- 夢幻建築社
  - 由李尚正、許博文主持
- 魔幻王--失落的終章
- Johnny B.Good
  - 由張達明、陸浩明、譚凱琪等人主持
- 精算俏佳人（第一輯、第二輯及第三輯）
  - 由胡孟青、袁彌明、譚凱琪、謝蕙妍主持
- 拾．香．記
  - 由林嘉欣、劉心悠、李蘢怡、黃翠如主持
- Johnny週記
  - 重溫本星期Johnny B.Good的部份環節
- 有線×詹瑞文
  - 由詹瑞文主持
- 當地球人遇上詹瑞文
  - 由詹瑞文主持
- 怒人甲乙丙
- 神探CSI
  - 由陳啟泰主持
- 速配男女
  - 有線娛樂有限公司首個參與聯合製作之台灣綜藝節目，由陶晶瑩主持，戴澴雨擔任助理主持
- 超級大細路
  - 由娛樂新聞台星級主播吳君如與藝人陳子聰主持的節目，暫代「一粒鐘真人蘇」停播時段，內容包括嘉賓訪談及與小朋友玩心理遊戲等
- 線動真音樂

## 電視劇
- 補習天后

## 體育節目
- 體育王
- 英超 Kick-off
- 球彩俱樂部
- 搖擺英倫 (2012年倫敦奧運)
- 競馬連線